# Pseudohadena rhodocyanea
Pseudohadena rhodocyanea là một loài bướm đêm trong họ Noctuidae.